# Julia Davis
Julia Charlotte L. Davis (nacida el 25 de agosto de 1966) es una actriz, comediante, directora y escritora inglesa. Es conocida por escribir y protagonizar la comedia Nighty Night (2004-2005) de BBC Three y las comedias Hunderby (2012-2015) y Camping (2016), que también dirigió. Davis ha sido destacado por los críticos por crear una comedia negra que traspasa los límites y que se centra en personajes femeninos antihéroes.
Nominada nueve veces al premio BAFTA TV, ganó el premio a la mejor escritura de comedia por Hunderby en 2013 y el premio de televisión de la Academia Británica de 2018 a la mejor comedia con guion por Sally4Ever. También ha recibido dos premios RTS y tres premios British Comedy. Además de actuar en sus propias obras, ha aparecido en una variedad de otras comedias de la televisión británica, en particular interpretando a Dawn Sutcliffe en Gavin & Stacey (2007-2009, 2019). Sus papeles cinematográficos incluyen Love Actually (2003), Cemetery Junction (2010), Four Lions (2010) y la aclamada por la crítica Phantom Thread (2017).

## Primeros años
Davis nació el 25 de agosto de 1966 en Lambeth, Londres, de madre secretaria y padre funcionario, y creció en Guildford, Surrey, antes de mudarse a la edad de 14 años a Bath en Somerset. Fue criada en la Iglesia de Inglaterra. Después de estudiar una licenciatura en inglés y teatro en el College of Ripon y York St John, regresó a Bath trabajando en "trabajos sin futuro", comenzando una comedia en doble acto The Sisters of Percy con su amiga Jane Roth en un grupo de teatro local. Se convirtió en un grupo de improvisación con el DJ de radio galés Rob Brydon y Ruth Jones.

## Carrera

### 1998-2006: inicios de carrera,Human RemainsyNighty Night
Davis consiguió su primer encargo de comedia, Five Squeezy Pieces, de BBC Radio 4 en 1998. La serie era un programa de comedia exclusivamente femenino, con Meera Syal, Arabella Weir, Maria McErlane y Claire Calman.
Durante su serie de sketches de radio, Five Squeezy Pieces, Arabella Weir le presentó a Davis a Arthur Mathews y Graham Linehan, quienes la eligieron como miembro habitual del elenco en el programa de sketches de televisión Big Train (1998). Su carrera recibió un nuevo impulso en 1998 después de que envió una cinta de varios personajes a Steve Coogan, quien la invitó a escribir y participar en sus espectáculos durante su gira nacional de 1998. Chris Morris, director del piloto de Big Train, la eligió para su serie de radio de 1997-1999, Blue Jam, su sucesor en el programa de televisión de marzo-abril de 2000, Jam, y Brass Eye. Davis apareció en muchos programas de televisión de comedia, incluidos  I'm Alan Partridge, I Am Not an Animal, Dr. Terrible's House of Horrible, Ideal y Nathan Barley.
En noviembre de 2000, Human Remains, una serie de televisión de comedia negra, coescrita y coprotagonizada por Rob Brydon y Davis, debutó en BBC Two. En la serie de seis partes, Brydon y Davis interpretaron a seis parejas diferentes hablando ante la cámara sobre sus relaciones inusuales. El último episodio de The Office presenta a Davis, a quien se escucha por teléfono como la voz de una mujer de una agencia de citas en una conversación con David Brent. Davis también apareció en la película de 2003 Love Actually.
En 2004 y 2005, Davis escribió y protagonizó dos series de la comedia negra Nighty Night de BBC Three. El programa se centra en su personaje de la terapeuta de belleza sociópata "rubia" con peróxido, Jill Tyrell.
En 2004 y 2005, Davis escribió y protagonizó dos series de la comedia negra Nighty Night de BBC Three. El programa se centra en su personaje de la terapeuta de belleza sociópata "rubia" con peróxido, Jill Tyrell.

### 2007–2010:Gavin & StaceyyLizzie & Sarah
De 2007 a 2009 interpretó a Dawn Sutcliffe en Gavin & Stacey, papel que repitió en 2019 para un especial de Navidad. En 2008, apareció en Little Britain Abroad como una sexy novia rusa por correo llamada Ivanka.
En 2009, Davis apareció, como la asistente personal de Steve Coogan, Debbie Bidwoden, en la película para televisión Steve Coogan – The Inside Story.
En 2010, coescribió y coprotagonizó Lizzie y Sarah con Jessica Hynes. El piloto se emitió el 20 de marzo de 2010 en BBC Two. Fue realizado por Baby Cow Productions y se consideró incluso más oscuro que el trabajo anterior de Davis; cuando la BBC no encargó una serie, a pesar de una campaña en Facebook.

### 2011–2014:Black Mirror,PsychobitchesyHunderby
Davis también ha protagonizado producciones como For the Love of God de la BBC, The Alan Clark Diaries, Fear of Fanny, en la que interpretó a la famosa chef original Fanny Cradock, y Persuasión, una adaptación de la novela de Jane Austen. En diciembre de 2011, Davis apareció en "Fifteen Million Merits", un episodio de la serie de antología Black Mirror, como Judge Charity en el programa de talentos ficticio Hot Shot.
El 22 de diciembre de 2011, apareció como Anne Yeaman en el especial de Navidad y final de la comedia de BBC Three How Not to Live Your Life. Davis apareció en el episodio piloto de Bad Sugar, transmitido en Channel 4 el 26 de agosto de 2012. Se programó una serie completa para emitirse en 2013, pero fue cancelada debido a la disponibilidad del elenco y los escritores. En 2013, Davis interpretó varios personajes en el programa de sketches de la BBC It's Kevin y en Psychobitches en Sky Arts. Apareció en un episodio de Inside No. 9 como directora de escena. Davis creó, escribió y protagonizó Hunderby, que se emitió en dos series en Sky Atlantic en 2012 y 2015. Por Hunderby, Davis ganó el premio BAFTA TV Craft Award por escritura y comedia. En los premios BAFTA TV de 2013, Hunderby fue nominada a Mejor Comedia con Guion y Davis fue nominada a Mejor Actuación Femenina en un Programa de Comedia. En los British Comedy Awards de 2012, Hunderby ganó los premios a Mejor Comedia Nueva y Mejor Comedia de Situación.
En 2014, coescribió y protagonizó un piloto para Channel 4 llamado Morning Has Broken, sobre una presentadora de televisión diurna en apuros. Se encargó una serie completa de Morning Has Broken, pero finalmente no se realizó. Interpretó a una madre excéntrica en el cortometraje de comedia The Bird.

### 2015-presente:Camping,Sally4Every podcast
En 2015, Davis y Marc Wootton crearon y protagonizaron la serie de comedia Couples de BBC Radio 4, sobre parejas en terapia. En 2015 se informó que a Davis le habían encargado una nueva serie, Robin's Test, que luego pasó a llamarse Camping.
En 2016, Davis escribió, dirigió y protagonizó la ninfómana superficial "Fay" en Camping de Sky Atlantic. Este fue su debut como directora. En los premios BAFTA TV de 2017, Camping fue nominada a Mejor Comedia con Guion. En 2017, Davis apareció en la película Phantom Thread de Paul Thomas Anderson como Lady Baltimore.
En 2018, Davis escribió, dirigió y protagonizó la serie de televisión de comedia Sally4Ever en Sky Atlantic y HBO. Davis interpreta al personaje de Emma, que está teniendo una aventura lésbica con una mujer llamada Sally, que está atravesando una crisis de mediana edad. En los premios BAFTA de 2019 ganó el premio a Mejor Comedia con Guion y Davis fue nominada a Mejor Actuación Femenina en un Programa de Comedia. También apareció en la película Fighting with My Family.
Davis lanzó la comedia en podcast Dear Joan And Jericha con la comediante Vicki Pepperdine en 2018. La serie tiene 27 episodios a noviembre de 2021. Davis y Pepperdine publicaron un libro en la parte posterior del podcast, Why He Turns Away: Dos and Don'ts From Dating to Death.
Davis interpretó a la socialité Maureen, marquesa de Dufferin y Ava, en el drama histórico de BBC One A Very British Scandal, que se estrenó en BBC One el Boxing Day de 2021.
En 2022, Davis apareció en dos episodios de The Outlaws, como Rita.

## Influencias
Davis cita a Julie Walters como quien le dio la confianza para seguir una carrera en la comedia.
Al discutir sus influencias para el personaje de Jill en Nighty Night, Davis le dijo a Guardian que "la mayor parte de Jill es una amalgama de mujeres que he visto o con las que he trabajado en West Country".

## Vida personal
Desde 2000, Davis ha estado en una relación con el comediante Julian Barratt de The Mighty Boosh. La pareja son padres de los gemelos, Arthur y Walter.

## Filmografía

### Películas
| Año  | Título                       | Papel             |
| ---- | ---------------------------- | ----------------- |
| 2001 | The Parole Officer           | Esposa insinuante |
| 2002 | Wilbur Wants to Kill Himself | Moira             |
| 2003 | Love Actually                | Nancy (Cameo)     |
| 2004 | AD/BC: A Rock Opera          | Ruth              |
| 2004 | Sex Lives of the Potato Men  | Shelley           |
| 2006 | Confetti                     | Consejera         |
| 2007 | Persuasión                   | Elizabeth Elliot  |
| 2010 | Come on Eileen               | Dee               |
| 2010 | Cemetery Junction            | Mrs Taylor        |
| 2010 | Four Lions                   | Alice             |
| 2014 | The Bird (Short Film)        | Madre             |
| 2016 | Brakes                       | Livy              |
| 2017 | Phantom Thread               | Lady Baltimore    |
| 2019 | Fighting with My Family      | Daphne            |
| 2021 | Sing 2                       | Linda Le Bon      |
| 2023 | Run Rabbit Run               | Gail              |
| 2023 | The Toxic Avenger            | Kissy Sturnevan   |

### Televisión
| Año  | Título                           | Papel                               | Notas                                                    |
| ---- | -------------------------------- | ----------------------------------- | -------------------------------------------------------- |
| 1998 | Big Train                        | Varios                              |                                                          |
| 2000 | Jam                              | Varios                              |                                                          |
| 2000 | Human Remains                    | Varios                              | Cocreadora y escritora                                   |
| 2001 | Brass Eye                        | Varios                              |                                                          |
| 2002 | I'm Alan Partridge               | Kate Fitzgerald                     | Episodio: "Alan Wide Shut"                               |
| 2004 | I Am Not An Animal               | Clair the Rat                       |                                                          |
| 2004 | Nighty Night                     | Jill Tyrell                         | Protagonista; 12 episodios, también creadora y escritora |
| 2005 | Nathan Barley                    | Honda Poppet                        |                                                          |
| 2006 | Fear of Fanny                    | Fanny Cradock                       | Película de televisión                                   |
| 2006 | Little Britain Abroad            | Ivanka                              |                                                          |
| 2007 | Gavin & Stacey                   | Dawn Sutcliffe                      | Secundaria; 8 episodios                                  |
| 2008 | Ideal                            | Dawn                                | 1 episodio                                               |
| 2010 | Lizzie and Sarah                 | Lizzie/Faith                        | Piloto                                                   |
| 2011 | Black Mirror                     | Judge Charity                       | Episodio: "Fifteen Million Merits"                       |
| 2011 | How Not to Live Your Life        | Anne Yeaman                         | 1 episodio                                               |
| 2012 | Hunderby                         | Dorothy                             | Creadora y escritora                                     |
| 2013 | It's Kevin                       | Varios                              |                                                          |
| 2013 | Psychobitches                    | Varios                              | Serie 1                                                  |
| 2014 | Inside No. 9                     | Felicity                            | Episodio: "The Understudy"                               |
| 2014 | Morning Has Broken               | Gail Sinclair                       | Piloto; también creadora y escritora                     |
| 2016 | Camping                          | Fay                                 | Creadora, escritora y directora                          |
| 2017 | Philip K. Dick's Electric Dreams | Sally Morris                        | Episodio: "Crazy Diamond"                                |
| 2018 | Sally4Ever                       | Emma                                | Creadora, escritora y directora                          |
| 2020 | The Shivering Truth              | Varios                              | Episodio: "The Holeways"                                 |
| 2021 | Stath Lets Flats                 | Kris Collins                        | Serie 3, episodio 4                                      |
| 2021 | A Very British Scandal           | Maureen, Marquesa de Dufferin y Ava | Miniserie                                                |
| 2022 | The Outlaws                      | Rita                                | Serie 2; 2 episodios                                     |
| 2023 | Love Me                          | Kel                                 | 1 episodio                                               |
| 2023 | Safe Home                        | Caitlyn                             | 1 episodio                                               |